# Băile Govora
Băile Govora é uma cidade da Roménia com 3.147 habitantes, localizada no judeţ (distrito) de Vâlcea.